# Tihamér Koncz
Tihamér Koncz (* 1. Oktober 1925 in Budapest; † 1997) war ein ungarischer Bauingenieur, bekannt für Betonfertigteilbau.

## Biografie
Sein Vater und Großvater waren Bauunternehmer. Er ging in Budapest zur Schule und studierte 1943 bis zum Diplom 1947 Bauingenieurwesen an der TH Budapest. Nachdem sein Vater gestorben war und konnte er auch aufgrund der politischen Verhältnisse die Baufirma nicht fortsetzen und fand eine Stelle bei dem gerade aus dem Gefängnis entlassenen Professor I. Menyhard, dem er half die ungarischen Stahlbetonnormen vorzubereiten (sie waren 1950 schon mit n-freier Bemessung und Sicherheitsfaktoren wie andere spätere moderne Normen in Europa und verwendeten Theorie 2. Ordnung bei Stahlbetonstützen). Anschließend war er Statiker im Industriebau bei der Firma Iparterv, in der er 1952 Gruppenleiter und 1954 Abteilungsleiter wurde. Auch international wurde er durch den Entwurf von Industriehallen bekannt. 1957 ging er nach dem Scheitern des ungarischen Aufstandes zunächst in die Schweiz nach Zürich. 1962 eröffnete er dort ein Ingenieurbüro. Er arbeitete viel in Italien, nicht nur im Industriebau, sondern bald auch im Wohnungsbau aus Fertigteilen.
Koncz wurde 1960 an der TH Braunschweig bei Walter Henn promoviert (Über die Gestaltung, Konstruktion und Stabilitätsverhältnisse von mehrgeschossigen Industriebauten aus Stahlbetonfertigteilen). Nach der Dissertation erhielt er den Auftrag vom Bauverlag ein Handbuch über Fertigteilbauweise zu schreiben, das 1962 zuerst erschien und in viele Sprachen übersetzt wurde.
Er war auch an Brücken beteiligt wie dem Semorile-Viadukt.

## Schriften
- Handbuch der Fertigteil-Bauweise mit großformatigen Stahl- und Spannbetonelementen : Konstruktion, Berechnung und Bauausführung im Hoch- und Industriebau, Wiesbaden, Bauverlag 1962
- Handbuch der Fertigteilbauweise, 3 Bände, Wiesbaden: Bauverlag, 4. Auflage 1975
- Bauen industrialisiert, Bauverlag 1976